# Белпри (Охајо)
Белпри (енгл. Belpre) град је у америчкој савезној држави Охајо.

## Демографија
По попису из 2010. године број становника је 6.441, што је 219 (-3,3%) становника мање него 2000. године.
| Група             | 2000.         | 2010.         |
| Белци             | 6.372 (95,7%) | 6.068 (94,2%) |
| Афроамериканци    | 140 (2,1%)    | 135 (2,1%)    |
| Азијати           | 28 (0,4%)     | 25 (0,4%)     |
| Хиспаноамериканци | 32 (0,5%)     | 51 (0,8%)     |
| Укупно            | 6.660         | 6.441         |